# Genpei Ajana
Genpei Ajana (japánul: 源平彩南) (Tokió, 1996. június 1. –) japán szabadfogású női birkózó. A 2018-as birkózó-világbajnokságon bronzérmet nyert a 65 kg-os súlycsoportban, szabadfogásban. 2017-ben az Ázsia Bajnokságon ezüstérmes lett 63-kg-os súlycsoportban.

## Sportpályafutása
A 2018-as birkózó-világbajnokságon a 65 kg-os súlycsoport  bronzmérkőzésén az indiai Ritu Ritu volt az ellenfele, aki ellen 7–3-ra győzött.